# مستشفى سانت كاترين المركزي
مستشفي سانت كاترين المركزي هي مستشفي في سانت كاترين، جنوب سيناء، مصر.

## الوصف
مستشفى سانت كاترين تضم 21 سرير بينهم 12 سرير إقامة، 4 عناية مركزة، و5 حضانة، إضافة إلى قسم الاستقبال والطوارئ الذي يضم 2سرير للإنعاش، و3 أسرّة ملاحظة، و2 سرير للفرز، وسرير عزل. وتضم قسم العيادات الخارجية ويوجد به 7 عيادات، وصيدلية مركزية، وأقسام العناية المركزة، والمعامل، والغسيل الكلوي الذي يضم 5 ماكينات، وقسم الأشعة الذي يضم الأشعة العادية والمقطعية.